# (13634) 1995 WY41
(13634) 1995 WY41 est un astéroïde de la ceinture principale d'astéroïdes découvert en 1995.

## Description
(13634) 1995 WY41 a été découvert le 16 novembre 1995 à Kushiro (Japon) par Seiji Ueda et Hiroshi Kaneda.

### Caractéristiques orbitales
L'orbite de cet astéroïde est caractérisée par un demi-grand axe de 2,33 UA, un périhélie de 1,84 UA, une excentricité de 0,21 et une inclinaison de 3,71° par rapport à l'écliptique. Du fait de ces caractéristiques, à savoir un demi-grand axe compris entre 2 et 3,2 UA et un périhélie supérieur à 1,666 UA, il est classé, selon la JPL Small-Body Database, comme objet de la ceinture principale d'astéroïdes.

### Caractéristiques physiques
(13634) 1995 WY41 a une magnitude absolue (H) de 15,1 et un albédo estimé à 0,346.